# Renault 6 CV

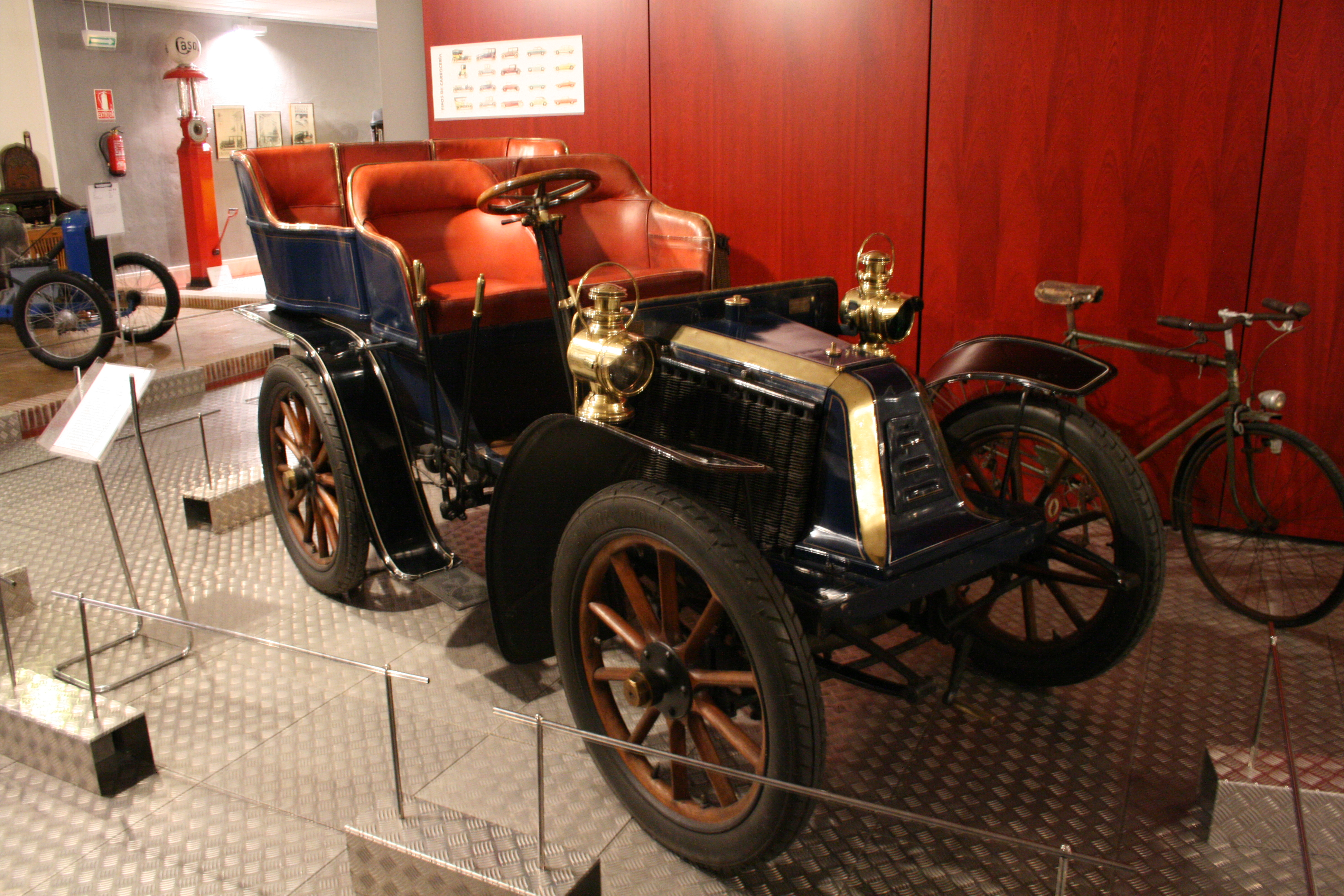
Renault Type G

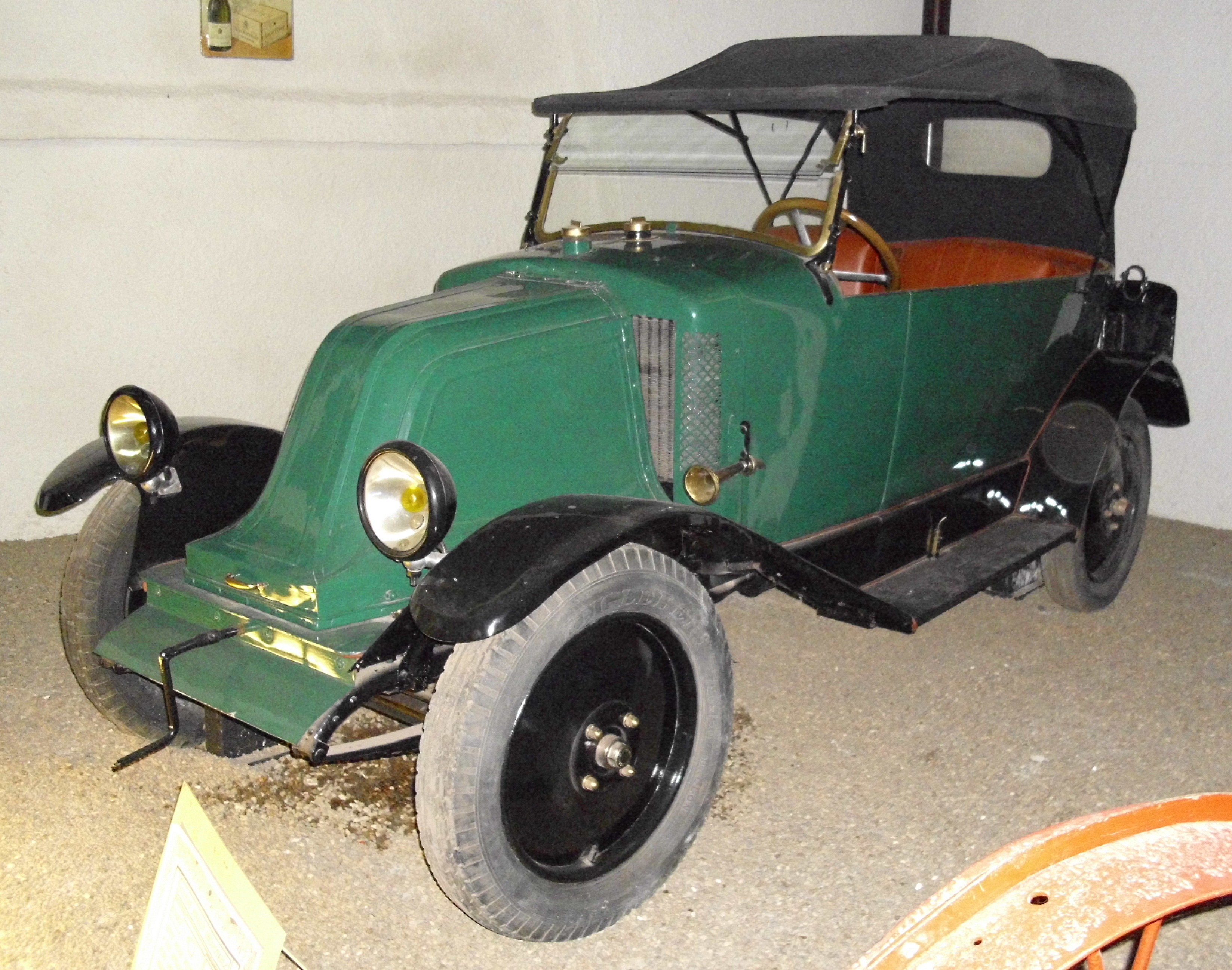
Renault Type KJ

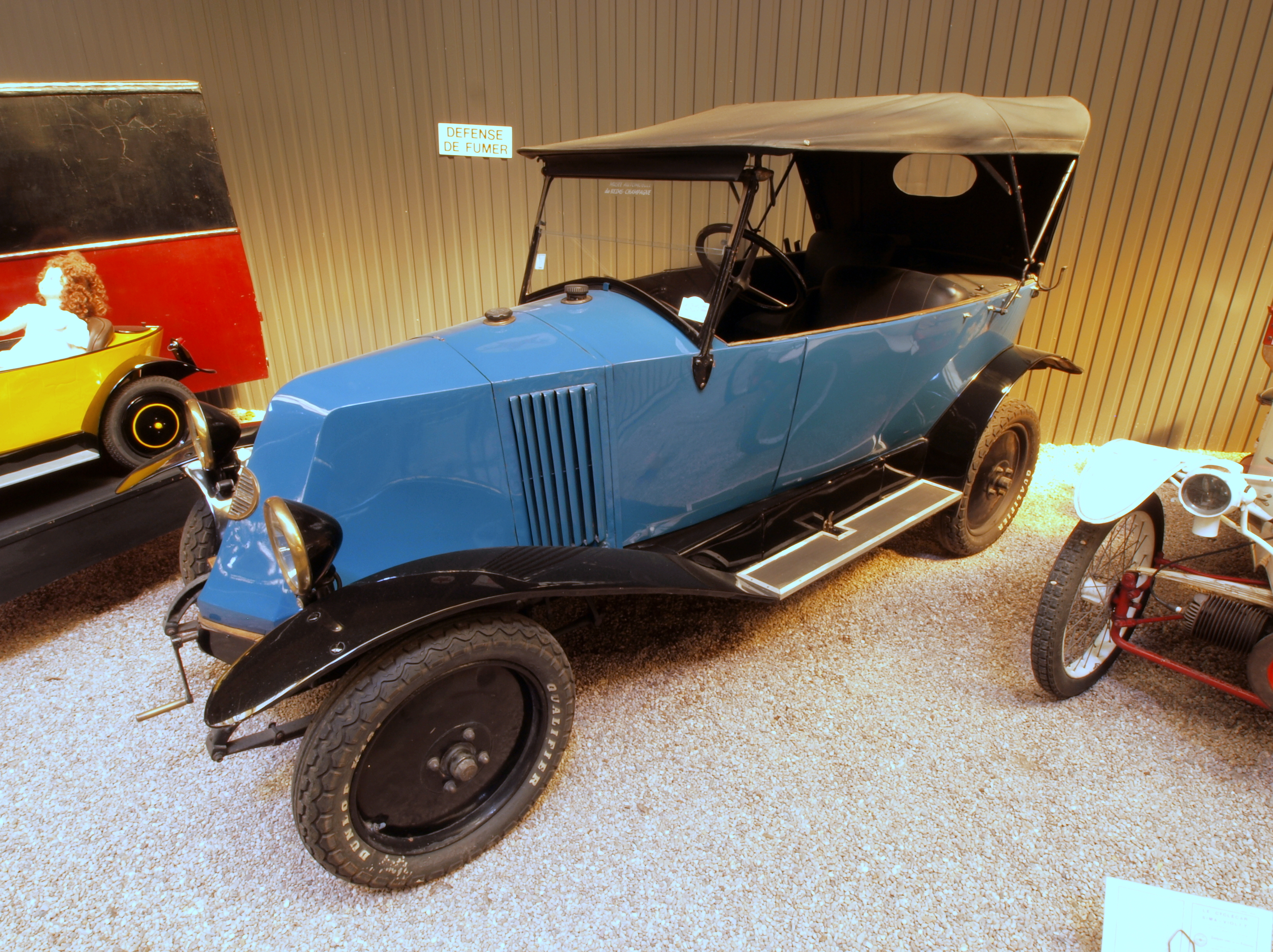
Renault Type MT

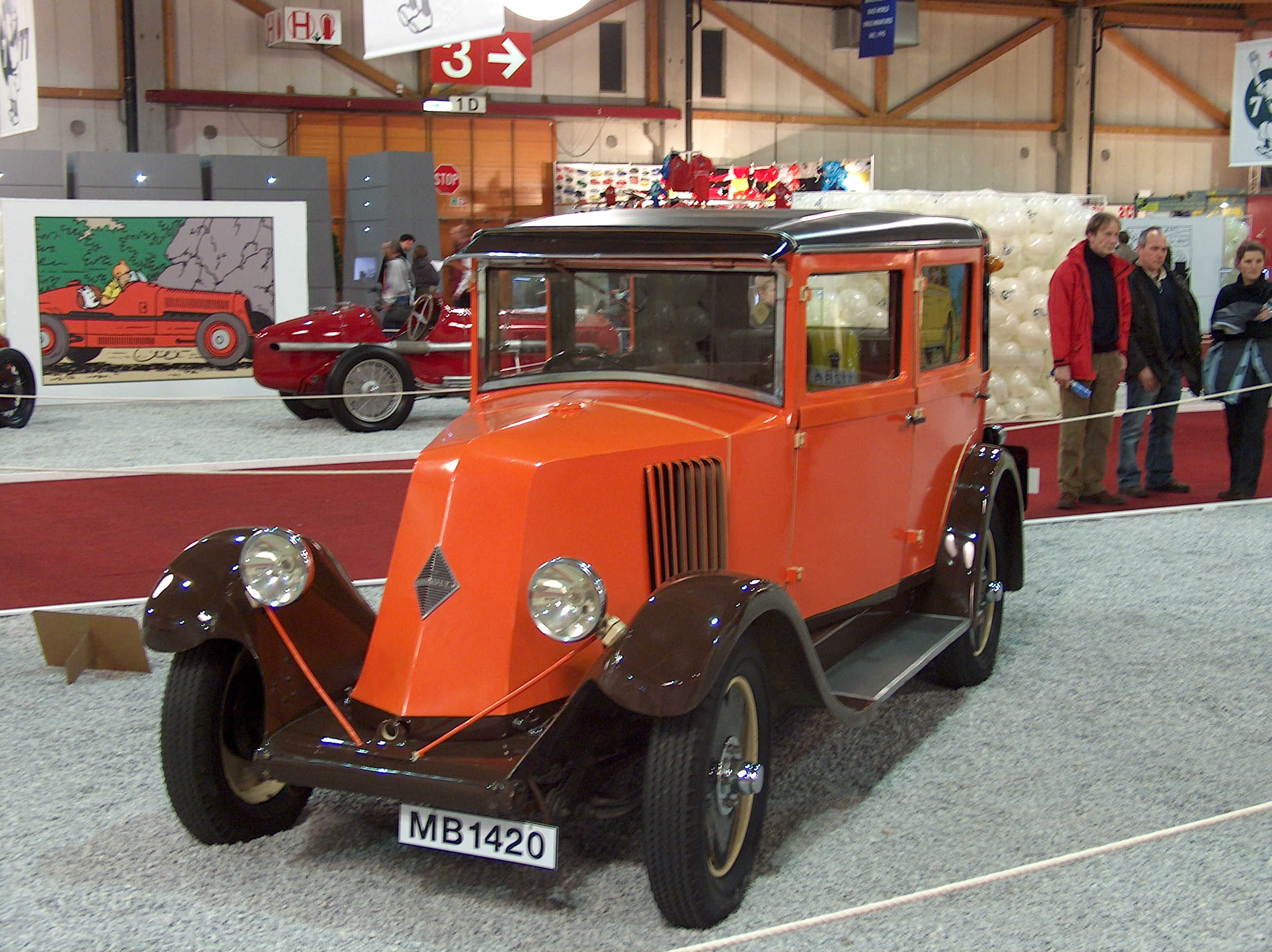
Renault Type NN

Der Renault 6 CV war eine Pkw-Modellreihe des französischen Automobilherstellers Renault aus der Zeit vor dem Zweiten Weltkrieg. Dabei stand das CV für die Steuer-PS. Zu dieser Modellreihe gehörten:
- Renault Type G (1902)
- Renault Type KJ (1922–1924)
- Renault Type MT (1924–1926)
- Renault Type NN (1924–1929)